# Agnes av Solms-Laubach
Agnes zu Solms-Laubach, född 1578, död 1602, var genom giftemål lantgrevinna av Hessen-Kassel. 

## Biografi
Hon var dotter till Johan Georg av Solms-Laubach och Margarete av Schönburg-Glauchau. Gift 1593 med lantgreve Moritz av Hessen-Kassel. Äktenskapet med skapade en allians mellan Hessen-Kassel och de kalvinistiska grevarna av Wetterau, men det ska ha ingåtts mer av personlig sympati och ska ha varit lyckligt. Agnes beskrivs som vacker, älskvärd och begåvad. Matthäus Merian gjorde en gravyr av henne.